# Clostridium sticklandii
Il Clostridium sticklandii  è una specie di batterio appartenente alla famiglia delle Clostridiaceae.